# Église Sainte-Radegonde de Cognat-Lyonne
Pour les articles homonymes, voir Église Sainte-Radegonde.
L'église Sainte-Radegonde est une église catholique située à Cognat-Lyonne dans le département français de l'Allier en région Auvergne-Rhône-Alpes.

## Localisation
L'église est isolée sur une colline, au sud de la RD 2209, à l'écart du bourg. Elle est bordée au sud par le cimetière.
Le village de Cognat se trouvait autrefois près de l'église. Détruit le 6 janvier 1568 lors de la bataille de Cognat qui opposa catholiques et protestants, il a été reconstruit à quelques centaines de mètres au nord-est.

## Historique
Cette église date du XIIe siècle.
L'édifice est classé au titre des monuments historiques par la liste de 1862.

## Architecture

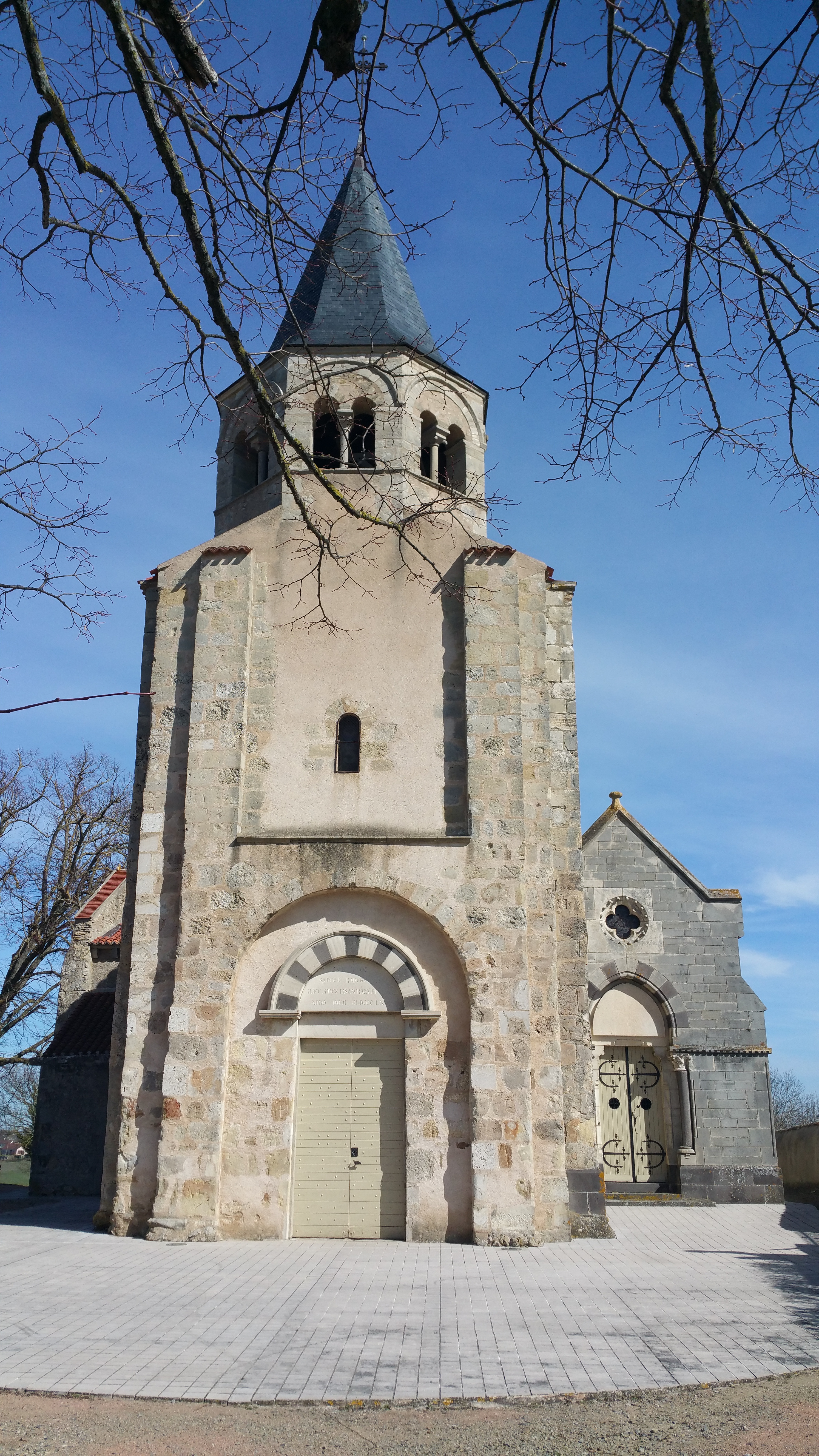
La tour-clocher.
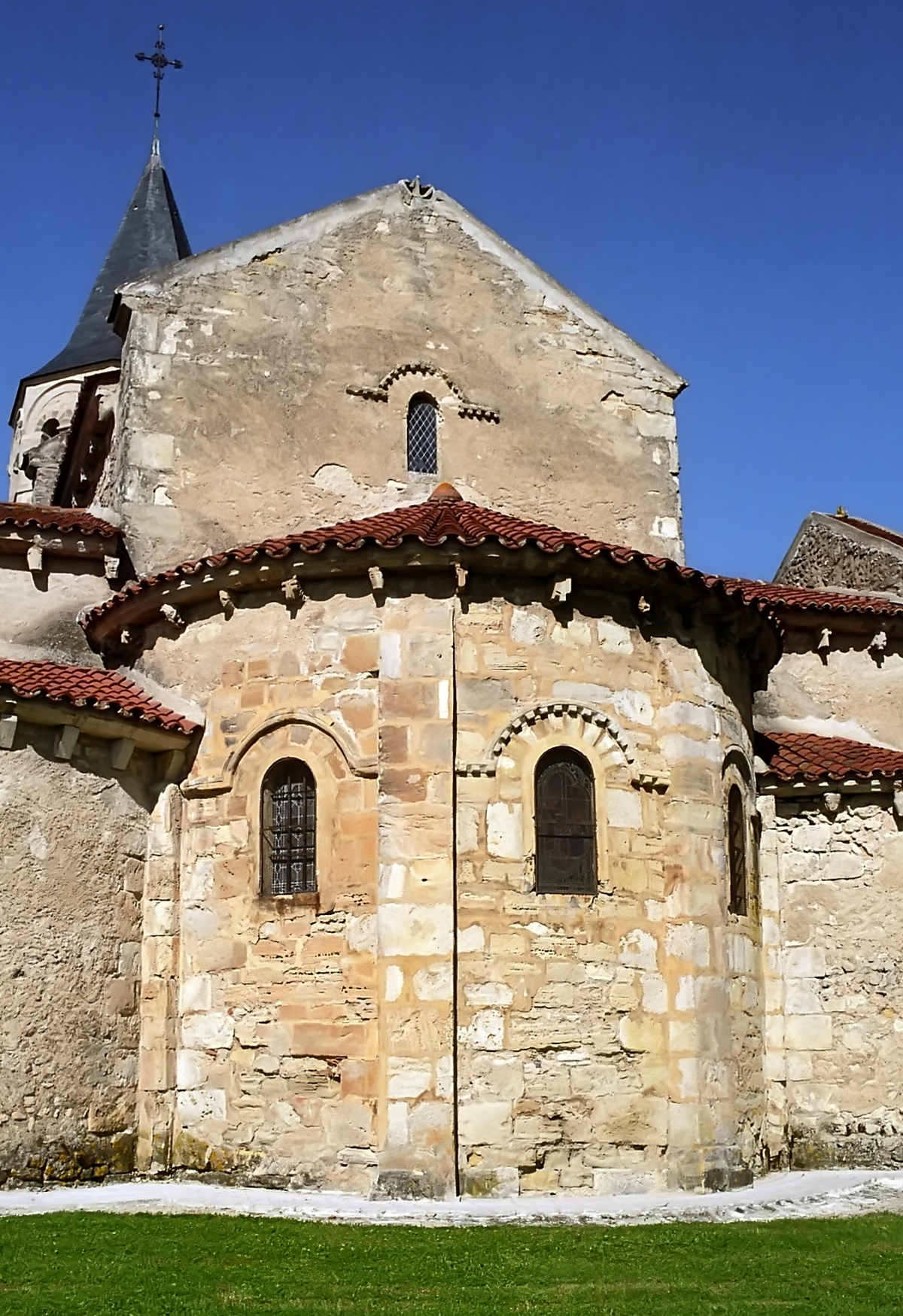
L'abside centrale.
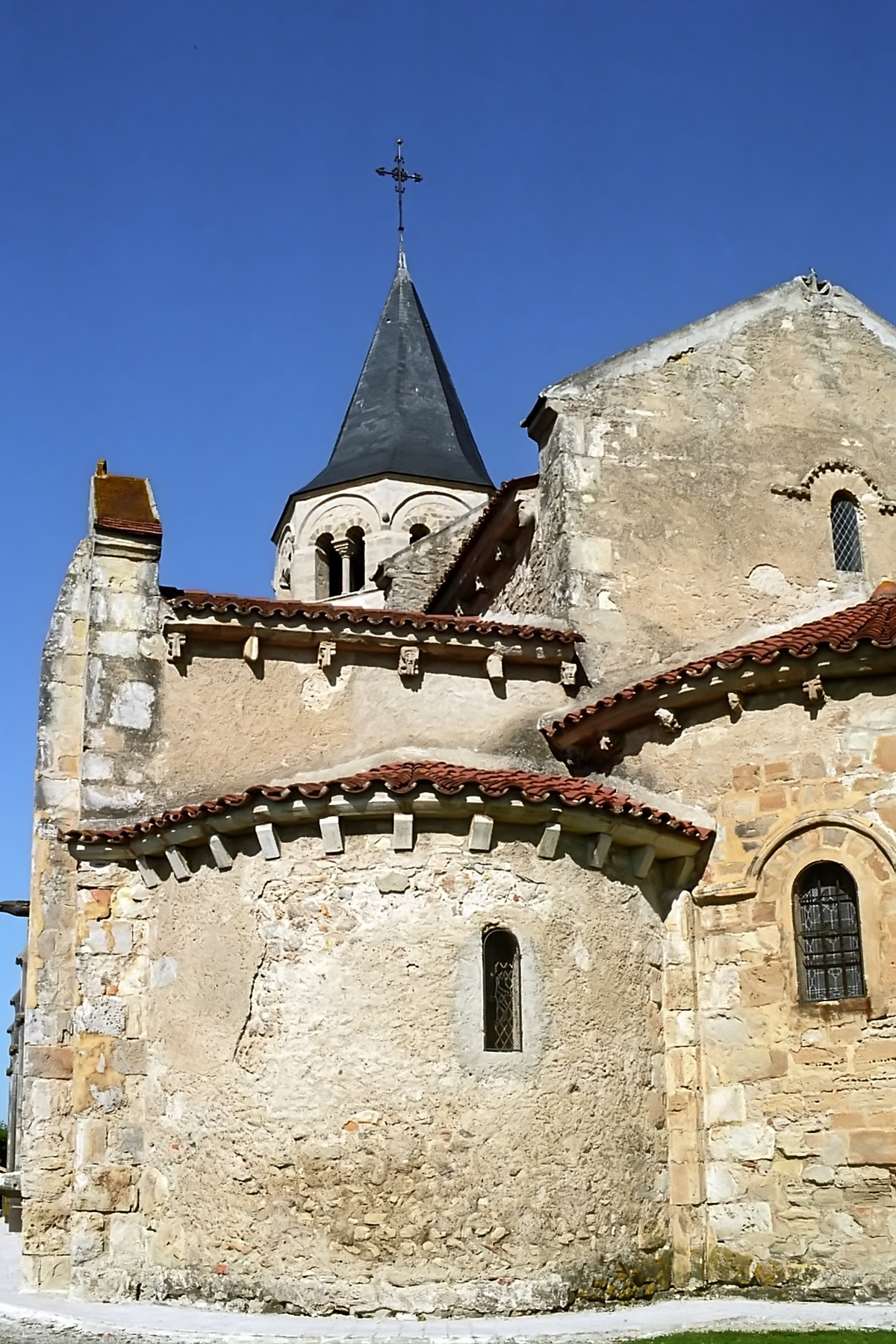
L'absidiole méridionale.